# Ghiacciaio Blackwall
Il Ghiacciaio Blackwall è un ghiacciaio tributario antartico, lungo circa 15 km, che scende dalla parte orientale del Nilsen Plateau, fluendo in direzione nordovest lungo il fianco nordorientale dell'Hansen Spur, per andare infine a confluire nel Ghiacciaio Ramsey, nei Monti della Regina Maud, in Antartide.
La denominazione descrittiva è stata utilizzata da entrambi i gruppi dell'Ohio State University che operarono sul Nilsen Plateau nelle spedizioni del 1963-64 e del 1970-71, in quanto tutte le pareti rocciose che contornano il ghiacciaio hanno una colorazione nerastra.